# Puccini (miniserie televisiva 1973)
Puccini è uno sceneggiato televisivo italiano del 1973, diretto da Sandro Bolchi, soggetto e sceneggiatura di Dante Guardamagna, dedicato alla vita del compositore Giacomo Puccini.

Protagonista, nel ruolo di Giacomo Puccini, è l'attore Alberto Lionello. Nel cast, figurano inoltre Ilaria Occhini e Tino Carraro.
Lo sceneggiato, in cinque puntate, fu trasmesso per la prima volta sul Programma Nazionale (l'attuale Rai 1) la domenica in prima serata dal 7 gennaio al 4 febbraio 1973.

## Trama
In occasione del cinquantenario della scomparsa del compositore lucchese, lo sceneggiato - originale televisivo - racconta la storia della sua vita, con vena sentimentale e romantica.
Lo sceneggiato offre al pubblico quadri viventi di romanze molto celebri, facendo immergere il telespettatore nel mondo del melodramma.

## Sigla TV
Come sigla iniziale fu utilizzato il Coro a bocca chiusa della Madama Butterfly, nell'edizione diretta da Erich Leinsdorf, coro e orchestra del Teatro dell'Opera di Roma. Nella sigla, scorrono alcune immagini del lago di Massaciuccoli.